# Expanathura ardea
Expanathura ardea är en kräftdjursart som först beskrevs av Gary C.B. Poore och Brian Frederick Kensley 1981.  Expanathura ardea ingår i släktet Expanathura och familjen Expanathuridae. Inga underarter finns listade i Catalogue of Life.